# Groveton, Texas
Groveton là một thành phố ở quận Trinity trong tiểu bang Texas, Hoa Kỳ. Dân số là 1.107 vào điều tra dân số năm 2000. Nó là quận lỵ của quận Trinity. 6

## Địa lý
Theo Cục điều tra dân số Hoa Kỳ, thành phố có tổng diện tích là 2,6 dặm vuông (6,8 km ²), trong đó, 2,6 dặm vuông (6,6 km ²) là đất và 0,1 dặm vuông (0,1 km ²) của nó (1,91%) là diện tích mặt nước.

## Nhân khẩu
Theo điều tra dân số 2 năm 2000, thành phố này đã có dân số 1.107 người, 444 hộ gia đình, và 278 gia đình sống trong thành phố. Mật độ dân số là 431,6 người / dặm vuông (167.0/km ²). Đã có 565 đơn vị nhà ở với mật độ trung bình là 220.3/sq mi (85.2/km ²). Cơ cấu chủng tộc dân cư quận gồm 73,08% người da trắng, 18,25% người Mỹ gốc Phi, 0,18% người Mỹ bản xứ, 0,09% người châu Á, 6,23% từ các chủng tộc khác, và 2,17% từ hai hoặc nhiều chủng tộc. Hispanic hay Latino thuộc chủng tộc nào được 11,38% dân số.
Đã có 444 hộ, trong đó 32,0% có trẻ em dưới 18 tuổi sống chung với họ, 41,2% là đôi vợ chồng sống với nhau, 16,2% có chủ hộ là nữ không có mặt chồng, và 37,2% đã không có gia đình. 34,9% các hộ gia đình đã được tạo thành từ các cá nhân và 21,6% có người sống một mình 65 tuổi trở lên đã được người. Bình quân mỗi hộ là 2,34 và cỡ gia đình trung bình là 3,04.
Trong thành phố này dân cư có độ tuổi với 25,8% ở độ tuổi dưới 18, 8,2% 18-24, 24,8% 25-44, 18,3% 45-64, và 22,9% 65 tuổi trở lên. Tuổi trung bình là 38 năm. Cứ mỗi 100 nữ có 84,2 nam giới. Cứ mỗi 100 nữ 18 tuổi trở lên, có 76,9 nam giới.
Thu nhập trung bình cho một hộ gia đình trong thành phố là 19.250 đô la Mỹ, và thu nhập trung bình cho một gia đình là $ 30.078. Nam giới có thu nhập trung bình $ 25.313 so với 15.833 $ cho phái nữ. Thu nhập trên đầu cho thành phố là 11.890 $. Giới 22,0% gia đình và 26,6% dân số sống dưới mức nghèo khổ, bao gồm 31,7% những người dưới 18 tuổi và 25,9% có độ tuổi từ 65 trở lên.